# Bahawalnagar
Bahawalnagar é uma cidade do Paquistão localizada na província de Punjab.